# John Lewis Adams
Mons. John Lewis Adams (* 18. listopadu 1963 Christchurch) je novozélandský římskokatolický duchovní a biskup Palmerston North.

## Život
Narodil se 18. listopadu 1963 v Christchurch.
Navštěvoval Northcote Primary School, Casebrook Intermediate School a St Bede’s College. Poté pokračoval ve studiu na univerzitě v Canterbury, kde získal titul Bachelor of Science. Na Christchurch Technical College získal diplom z pedagogiky.
Roku 1995 nastoupil do Good Shepherd House a o rok později do Holy Cross Seminary v Aucklandu. Po teologických studiích v semináři byl 4. července 2003 vysvěcen na kněze a byl inkardinován do diecéze Christchurch.
Po vysvěcení sloužil jako kaplan ve farnosti svaté Terezie. Roku 2004 byl převeden do farnosti svatého Patrika v Greymouthu, a následující rok se stal administrátorem této farnosti. Od roku 2008 byl vikářem farnosti Krista Krále. Následně působil jako farář farnosti svatého Josefa a farnosti svatého Petra Chanela.
Roku 2013 se stal biskupským vikářem pro vzdělávání.
Dne 22. června 2023 jej papež František jmenoval biskupem diecéze Palmerston North. Biskupské svěcení přijal 30. září 2023. Světiteli byli biskup Stephen Marmion Lowe, biskup Michael Andrew Gielen a biskup Michael Joseph Dooley.